# Saroszyklus
Ein Saroszyklus ist eine relativ lange Reihe von Sonnen- oder Mondfinsternissen, die  dadurch gekennzeichnet ist, dass sich zwei seiner direkt folgenden Finsternisse sehr ähneln, aber auch, dass seine Periode – die  Sarosperiode (auch Chaldäische Periode oder Halleysche Periode) – mit etwa 18,03 Jahren relativ lang ist.
Der Saroszyklus ist der bedeutendste und am längsten bekannte Finsterniszyklus. Er hat wie jeder Finsterniszyklus eine begrenzte Dauer. Jeder einzelne Zyklus besteht aus etwa 71 Finsternissen und ist etwa 1270 Jahre lang. Es existieren etwa 40 Saroszyklen zur gleichen Zeit, die zur Unterscheidung nummeriert werden. Die Sonnenfinsternis vom 11. August 1999 beispielsweise gehörte zum Saroszyklus Nummer 145.
Da die Zyklusbildung bei Sonnen- und Mondfinsternissen prinzipiell gleich ist, wird in den folgenden Abschnitten vorwiegend der aus Sonnenfinsternissen bestehende solare Saroszyklus behandelt. Besonderheiten beim lunaren Saroszyklus folgen am Ende.

## Geschichte
Den Namen Saros hat der englische Astronom Edmond Halley im Jahre 1691 gewählt. Er verwendete irrtümlicherweise den babylonisch-sumerischen Begriff SAR, denn er stützte sich auf eine mangelhafte Schrift des römischen Schriftstellers Plinius der Ältere. SAR bedeutet entweder die Zahl 3600 oder etwa „im Weltall“.
Der Saroszyklus war bereits im Altertum bekannt. Die ältesten ab 748 v. Chr. erhaltenen Keilschrifttafeln (Saros Cycle Texts) stammen von den Babyloniern. Einige Jahrhunderte später wird der Saroszyklus auch von den griechischen und römischen Gelehrten Herodot, Hipparchos, Plinius der Ältere und Claudius Ptolemäus genannt. Thales, der von seiner Existenz bei einer Orientreise erfahren haben könnte, soll ihn für seine Vorhersage der Sonnenfinsternis vom 28. Mai 585 v. Chr. verwendet haben. Nach den Überlieferungen von Herodot hat Thales aber lediglich das Jahr vorhergesagt.
Die babylonische Bezeichnung 17,46,40 (in der Bedeutung des Bruches
{\displaystyle (0;17,46,40)_{60}:=0\cdot 60^{0}+17\cdot 60^{-1}+46\cdot 60^{-2}+40\cdot 60^{-3}={\frac {8}{27}}\approx 0{,}296}
im Sexagesimalsystem) bedeutet dabei nicht die Länge des Saros-Zyklus von ca. 18 Jahren, sondern gibt die Änderung des Wertes in der Spalte {\displaystyle \Phi } in den Ephemeriden-Texten, gemessen in uš an.
Ein uš ist dabei eine Zeiteinheit, die einer Erddrehung um 1 Winkel-Grad entspricht, also 4 min.

## Bildung und Bedeutung des Saroszyklus
In einem Canon der Finsternisse (Ältester Canon der Finsternisse von Theodor Oppolzer) sind alle unmittelbar aufeinanderfolgenden Finsternisse aufgelistet. Sie lassen sich bereits zu kurzen Zyklen, den Semesterzyklen, zusammenfassen. Die folgende erste Abbildung zeigt die aufeinander gelegten Bilder aller Sonnenfinsternisse eines solchen Zyklus am Himmel. Bezugspunkt sind die beiden aufeinander gezeichneten Mondknoten. Der Zyklus wird beidseitig durch das Finsternislimit auf neun Finsternisse begrenzt. Diese unterscheiden sich voneinander durch eine relativ große Knotendistanz-Änderung, ein Kennzeichen dafür, dass sie weit voneinander in Nord-Süd-Richtung auf der Erdoberfläche stattfinden.

Semesterzyklus aus neun Sonnenfinsternissen (−4 bis +4)

Aus dem Canon lassen sich Finsternisse auslesen, die einen immer größeren Zyklus bilden, je mehr Ereignisse der Grundreihe übersprungen werden. Auslesebedingung ist, dass die Finsternisperiode außer einer ganzen Zahl von halben synodischen Monaten (Lunationen) möglichst auch eine ganze Zahl halber drakonitischer Monate enthält. Die Knotendistanz-Änderung wird immer kleiner, bis die Periode, die Zyklusdauer und die Zahl der Finsternisse pro Zyklus „astronomische Dimensionen“ annimmt und ein praktischer Nutzen mehr und mehr verloren geht. In seltenen Fällen ist die Periode zusätzlich auch annähernd ein ganzes Vielfaches eines halben anomalistischen Monats, was einen bedeutenden Zyklus ergibt. Ein solcher ist neben dem wesentlich kürzeren Hepton insbesondere der Saroszyklus.
| 223 synodische Monate | 242 drakonitische Monate | 239 anomalistische Monate |
| --------------------- | ------------------------ | ------------------------- |
| 6585,32 Tage          | 6585,36 Tage             | 6585,54 Tage              |

Die Tabelle zeigt für den Saroszyklus neben der guten Übereinstimmung zwischen ganzen Zahlen aus synodischen und drakonitischen Monaten auch die gute Übereinstimmung mit einer ganzen Zahl aus anomalistischen Monaten. Diese Vielfachen der drei verschiedenen Mondperioden sind mit etwa 18,03 Jahren identisch. Das ist die in Jahren angegebene Sarosperiode.
Im aus 71 Sonnenfinsternissen bestehenden Saroszyklus (siehe zweite Abbildung) ist die Knotendistanzänderung relativ klein (nur das Himmelsbild jeder zweiten Finsternis konnte aufgenommen werden). Viele benachbarte Finsternisse sind von gleicher Finsternisart. Die Verschiebung des Beobachtungsorts zwischen zwei Finsternissen in Nord-Süd-Richtung ist relativ klein. Die Verschiebung relativ zum Knoten erfolgt westwärts, da die Knotendistanzänderung negativ ist.

Saroszyklus aus 71 Sonnenfinsternissen (−35 bis +35); gezeichnet ist nur jede zweite Finsternis

### Finsternisse gleicher Art im Saroszyklus
Nach einer ganzen Zahl anomalistischer Monate befindet sich der Mond wieder an demselben Ort auf seiner elliptischen Bahn um die Erde. Sein Abstand von der Erde ist wieder gleich. Weil die Sarosperiode nur etwa 11 Tage länger als 18 ganze Jahre ist, befindet sich auch die Erde annähernd wieder am selben Ort der leicht elliptischen Erdbahn. Aus beiden Gründen wirft der Mond annähernd wieder den gleichen Schatten (Kern- und Halbschatten) auf die Erde. Von den zentralen Finsternissen folgen einander Finsternisse gleicher Art: entweder totale oder ringförmige.

### Triple Saros (Exeligmos-Zyklus)
Der Überschuss der Periode mit 6585,32 Tagen (aus 223 synodischen Monaten) auf eine Zahl aus ganzen Tagen beträgt etwa einen drittel Tag. Drei Sarosperioden (Triple Saros oder Exeligmos-Zyklus) ergeben annähernd eine ganze Zahl von Tagen. Deshalb findet die dritte Sonnenfinsternis im Saroszyklus annähernd auf derselben geografischen Länge der Erde statt. Sie ist vom selben Ort der Erde aus beobachtbar, allerdings nicht wieder als zentrale Finsternis. Schon antike Wissenschaftler erlebten ein 54 Jahre langes Arbeitsleben, währenddessen sie astronomische Beobachtungen anstellten. Andererseits konnten Beobachtungen über diese Zeit hinweg mündlich überliefert werden, wie beispielsweise aus dem Orient zu Thales (siehe oben: Geschichte).

### Beispiel: Saroszyklus Nummer 145
Die folgenden Diagramme von vier Sonnenfinsternissen zeigen bereits die wesentlichen Eigenschaften eines Saros-Zyklus:
- Die meisten Finsternisse sind gleichartig, hier total.
- Jede folgende Finsternis findet etwa 113° weiter westlich als die vorhergehende statt.
- Jede folgende Finsternis findet ein wenig weiter südlich (etwa 8°) als die vorhergehende statt.
- Die vierte Finsternis findet annähernd auf gleicher geografischer Länge (etwa 21° weiter östlich) und etwas weiter südlich (etwa 23°) als die erste statt.

|  |  |
|  |  |

## Nummerierung der Saroszyklen
Jedes im Canon der Finsternisse enthaltene Ereignis gehört einem Saroszyklus an. Die einzelnen Zyklen werden durch eine individuelle Nummer unterschieden. Das ist besonders hilfreich, um die gleichzeitig existierenden Zyklen einzeln benennen zu können.
Die Nummerierung hat George van den Bergh vorgenommen. Er ordnete die Finsternisse in dem von ihm so genannten Saros-Inex-Panorama. Darin berücksichtigte er neben dem Saroszyklus den von ihm erarbeiteten Inexzyklus. Deshalb gehört die im Canon nächste Finsternis nicht einfach zum Saroszyklus mit der nächsthöheren Nummer, sondern zu dem, dessen Nummern um fünf Ziffern höher ist. Wenn bis zur nächsten Finsternis nur fünf anstatt sechs Lunationen liegen (Beginn eines neuen Semesterzyklus), springt die Nummer um 33 Ziffern zurück. Folgt bereits nach einer Lunation die nächste Finsternis, so erhöht sich die Nummer um 38.
Van den Bergh begann mit Zyklus Nummer 10. In Oppolzers Canon fand er Ereignisse bis Nummer 165, konnte aber nur die Zyklen von Nummer 57 bis 119 vollständig füllen. In modernen Aufstellungen sind die vorherigen und nachfolgenden Zyklen vervollständigt und sowohl ältere als auch jüngere Zyklen hinzugefügt worden.
Die im Canon der Finsternisse einander folgenden Ereignisse finden im Wechsel in Nähe zum aufsteigenden beziehungsweise absteigenden Mondknoten statt. Dieser Wechsel überträgt sich auf die Saros-Nummer. Zyklen mit ungerader Nummer enthalten nur Finsternisse, die in der Nähe zum aufsteigenden Knoten stattfinden. Bei geraden Nummern ist es umgekehrt. Da die Finsternisse im Saroszyklus von Ost nach West wandern, werden sie bei ungeraden Zyklus-Nummern langsam von der Arktis in die Antarktis verschoben. Bei geraden Zyklus-Nummern ist es umgekehrt: von der Antarktis zur Arktis.

## Derzeit aktive solare Saroszyklen
Die 87 Sonnenfinsternisse, die in der Zeit zwischen 1971 und 2011 stattfanden, gehören zu den 39 Saroszyklen mit den Nummern 117 bis 155. Zyklus 116 endete am 22. Juli 1971, Zyklus 156 hat am 1. Juli 2011 begonnen. Bis zum Ende des Zyklus 117 am 3. August 2054 sind 40 Saroszyklen parallel aktiv.
Zyklus 136 hat die Mitte seiner Lebenszeit (1360 bis 2622) erreicht und liegt auch in der Mitte zwischen 117 und 155. Ihm gehören folglich die derzeit ausgeprägtesten Sonnenfinsternisse an. Die totale Sonnenfinsternis vom 20. Juni 1955 war mit einer Dauer von 7 min 8 s seine längste, die totale Sonnenfinsternis vom 11. Juli 1991 seine zentrale Finsternis mit dem (betragsmäßig) kleinsten Gammawert von −0.004.
Die 56 zentralen Sonnenfinsternisse gehören derzeit zu 25 Zyklen, die 15 partiellen zu den restlichen 14 Zyklen. Die beiden Finsternisarten sind damit im gleichen Verhältnis auf die beiden Zyklus-Gruppen verteilt wie sie gemäß Finsternis-Limiten auftreten (25/39 = 10,6°/16,6° = 0,64), obwohl ihr Verhältnis derzeit höher ist (56/81 = 0,79).
Die „europäische totale“ Sonnenfinsternis vom 11. August 1999 gehörte zum Zyklus 145 (siehe oben, vier Abbildungen), der noch relativ jung ist (1639 bis 3009) und dessen zentrale Finsternis mit betragsmäßig kleinstem Gammawert (nämlich 0,007) erst am 8. März 2342 stattfinden wird. Die längste Finsternis (7 min 12 s) dieses Zyklus wird noch später, am 25. Juni 2522, sein.

## Lunarer Saroszyklus
Mondfinsternisse sind leichter zu beobachten, denn sie sind nicht wie die Sonnenfinsternisse nur innerhalb eines Streifens auf der Erde (der Finsterniszone, die bei einer zentralen Finsternis maximal nur etwa 250 km breit ist), sondern von der gesamten Nachthälfte der Erdoberfläche aus zu sehen. Deshalb darf angenommen werden, dass unsere antiken Vorfahren zuerst den lunaren Zyklus bemerkt haben. Ebenso dürfte bald erkannt worden sein, dass eine Sonnenfinsternis meistens im Abstand eines halben synodischen Monats (Lunation) von einer (oder zwei, eine vorher und eine nachher) Mondfinsternis begleitet ist, also auch ein solarer Saroszyklus existieren muss.
Van den Bergh nummerierte auch die lunaren Saroszyklen, wofür er sein lunares Saros-Inex-Panorama verwendete. Da in Oppolzers Canon die Halbschattenfinsternisse fehlen, sind die Saros-Spalten im Panorama kürzer, das Panorama ist weniger hoch als das solare Saros-Inex-Panorama.
Er begann mit Zyklus Nummer 12 (vorläufig 2 Ereignisse) und endete mit Nummer 150 (vorläufig 1 Ereignis). In modernen Aufstellungen sind die ersten und die letzten Zyklen vervollständigt und sowohl ältere als auch jüngere Zyklen hinzugefügt worden. Außerdem enthalten sie die Halbschattenfinsternisse.
Ein praktischer Zusammenhang zwischen den Nummern solarer und lunarer Saroszyklen besteht nicht. So begann zum Beispiel der lunare Zyklus 145 fast 200 Jahre später als der solare. Er enthält zurzeit immer noch nur Halbschattenfinsternisse, während der solare Zyklus 145 längst totale enthält, unter anderen die Sonnenfinsternis vom 11. August 1999.
Ein mathematischer Zusammenhang zwischen den solaren und lunaren Saros-Nummern besteht aber doch. Findet zwei Wochen nach einer Sonnenfinsternis eine Mondfinsternis statt, so ist die lunare Saros-Nummer der Mondfinsternis um 12 größer als die solare Saros-Nummer der vorangegangenen Sonnenfinsternis. Im umgekehrten Fall ist die solare Saros-Nummer der Sonnenfinsternis um 26 größer als die der vorangegangene Mondfinsternis. Wegen 12 + 26 = 38 erhöht sich auch die lunare Saros-Nummer nach jeder Lunation um 38. Nach einem Semester, also nach 6 Lunationen, erhöht sich die lunare Saros-Nummer ebenso wie die solare Saros-Nummer um 5 (= 6 × 38 − 223, weil eine Sarosperiode genau 223 Lunationen enthält).
Bei einem solaren Zyklus „laufen“ die einander alle 18 Jahre folgenden Sonnenfinsternisse auf der Erdoberfläche von Pol zu Pol. Bei den Mondfinsternissen eines lunaren Saroszyklus läuft der Erdschatten über den am Himmel zu beobachtenden Vollmond. Bei ungeraden Zyklusnummern läuft er von Nord nach Süd (von der nördlichen Erdhälfte aus gesehen von oben nach unten), bei geraden Nummern von Süd nach Nord.